# 1964年東京オリンピックのハンガリー選手団
1964年東京オリンピックのハンガリー選手団（1964ねんとうきょうオリンピックのハンガリーせんしゅだん）は、1964年10月10日から10月24日にかけて日本の首都東京で開催された1964年東京オリンピックのハンガリー選手団、およびその競技結果。

## 概要
今大会は金メダル10個、銀メダル7個、銅メダル5個の合計22個のメダルを獲得した。

## メダル
| メダル | 選手名                 | 競技 | 種目           |
| ------ | ---------------------- | ---- | -------------- |
| 銀     | ジュラ・ジボツキー     | 陸上 | 男子ハンマー投 |
| 銀     | ジェルジ・クルチャール | 陸上 | 男子やり投     |
| 銀     | マールタ・ルダシュ     | 陸上 | 女子やり投     |
| 銅     | ヴィルモシュ・バリュ   | 陸上 | 男子砲丸投     |